# Кашан (Иран)

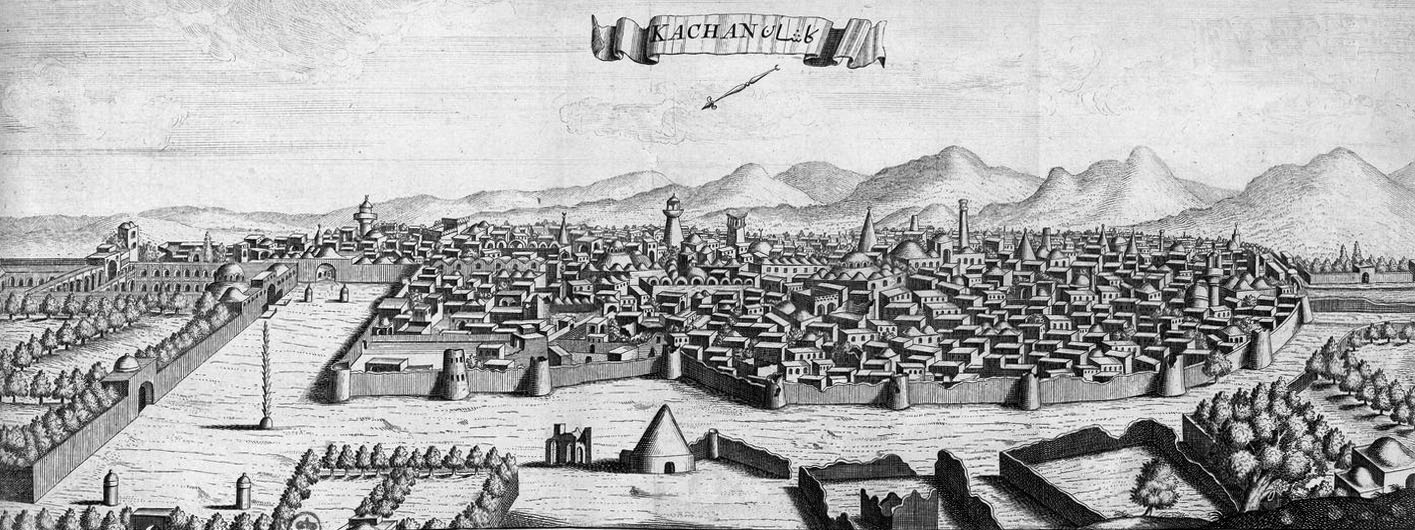
Вид на Кашан около XVII века от Жана Шардена.

Каша́н (перс. کاشان‎) — город в Иране, в остане Исфахан. Центр одноимённого шахрестана. Население 201,4 тыс. жителей (1997). Железнодорожная станция на линии Тегеран — Бам.
Крупный центр художественных промыслов, развит туризм. Имеются университет и медицинский институт.
Многочисленные памятники архитектуры: мечеть Мейдан (1224, перестроена в 1463), минарет Зейноддин (1073), мавзолей имамзаде Хабиб ибн Муса (1269) с гробницей шаха Аббаса I (1629), а также несколько дворцов аристократии XIX века (ныне музеи).
На окраине города находится археологическая зона Сиалк, где сохранился (в виде развалин) древнейший зиккурат и большое количество артефактов (оценки отдельных слоёв — до 6000 года до н. э.)
Около 1470 и 1474 годов город посетил Афанасий Никитин, упомянувший его в своих путевых записках «Хожение за три моря».
Считался крупным гончарным центром. В Кашане был разработан новый материал, схожий с фарфором — фриттовая масса.
| Показатель              | Янв. | Фев. | Март | Апр. | Май | Июнь | Июль | Авг. | Сен. | Окт. | Нояб. | Дек. | Год |
| ----------------------- | ---- | ---- | ---- | ---- | --- | ---- | ---- | ---- | ---- | ---- | ----- | ---- | --- |
| Средняя температура, °C | 3    | 6    | 13   | 19   | 24  | 30   | 34   | 31   | 27   | 20   | 12    | 6    | 18  |
| Норма осадков, мм       | 18   | 17   | 20   | 16   | 7   | 1    | 0    | 0    | 1    | 4    | 13    | 18   | 116 |
| Источник: Weatherbase   |      |      |      |      |     |      |      |      |      |      |       |      |     |

## Города-побратимы
- Умео, Швеция